# Barugh, South Yorkshire
Barugh är en ort i unparished area Darton, i distriktet Barnsley, i grevskapet South Yorkshire, i England. Barugh var en civil parish 1866–1938 när blev den en del av Darton. Civil parish hade 3 679 invånare år 1931. Byn nämndes i Domedagsboken (Domesday Book) år 1086, och kallades då Berg.